# Gildardo García
Pour les articles homonymes, voir García.
Gildardo García est un joueur d'échecs colombien né le 9 mars 1954 et mort le 15 janvier 2021. Grand maître international depuis 1992, il a remporté dix fois le championnat de Colombie de 1977 à 2006.

## Biographie et carrière
Gildardo García fut champion de Colombie en 1977, 1978, de 1985 à 1987, en 1990, 1991, 1995, 2003 et 2006.
Il a remporté les tournois de :
- Salamanque en 1988 ;
- New York (Manhattan) en 1989 ;
- La Havane (mémorial Capablanca, tournoi B) en 1991 ;
- Mérida (Mexique), mémorial Carlos Torre en 1994 ;
- San Salvador, tournoi zonal, en 1995[3] ;
- Cali en 2000 ;
- Carthagène des Indes en 2001.

Il a représenté la Colombie lors de onze olympiades de 1976 à 2006.
Lors du Championnat du monde de la Fédération internationale des échecs 1997-1998, il battit au premier tour Emil Sutovsky (1,5 à 0,5) avant d'être éliminé au deuxième tour par Michał Krasenkow (0,5 à 1,5).